# Saint-Martin-du-Tertre (Dolina Oise)
Saint-Martin-du-Tertre – miejscowość i gmina we Francji, w regionie Île-de-France, w departamencie Dolina Oise.
Według danych na rok 2010 gminę zamieszkiwało 2586 osób, a gęstość zaludnienia wynosiła 195 osób/km².